# Jean-Paul Trille
 (juin 2015).
Si vous disposez d'ouvrages ou d'articles de référence ou si vous connaissez des sites web de qualité traitant du thème abordé ici, merci de compléter l'article en donnant les références utiles à sa vérifiabilité et en les liant à la section « Notes et références ».
Pas d'image ? Cliquez ici

a Compétitions nationales et continentales officielles uniquement.

b Matchs officiels uniquement.
Dernière mise à jour le 16 août 2016.
Jean-Paul Trille, né le 16 mai 1956 à Lembeye, est un joueur français de rugby à XV évoluant au poste de demi d'ouverture. Il joue avec le Stadoceste tarbais, club avec lequel il joue la finale du championnat de France 1988.

## Biographie
Formé à l'ES Lembeye jusqu'en 1973, Jean-Paul Trille évolue avec la sélection du Béarn et d'Armagnac Bigorre[réf. nécessaire]. En championnat de France 1988, il participe à la finale du championnat avec le Stadoceste tarbais, perdue 9 à 3 face au SU Agen ; il inscrit une pénalité durant la rencontre, soit les seuls points de l'équipe tarbaise. Trille évolue durant plus de quinze ans[réf. nécessaire] en première division ainsi qu'en Top 16, évoluant sous les couleurs du Stadoceste tarbais de 1978 à 1993[réf. nécessaire].
Avec les équipes de France, il évolue avec les juniors dont il est capitaine[réf. nécessaire] et l'équipe de France de rugby à sept de 1986 à 1988 disputant le Tournoi de Paris et de Cardiff[réf. nécessaire]. Il est proche de l'équipe de France, étant parfois appelé en tant que remplaçant mais sans pour autant sans rentrer en jeu, entre autres lors de la rencontre du Tournoi 1988 face au pays de Galles, ainsi que contre l'Argentine lors d'un test match disputé à Nantes[réf. nécessaire]. Il participe quelques mois plus tard à une tournée en Amérique du Sud avec l'équipe de France « XV », réserve de l'équipe nationale, disputant une rencontre face au Paraguay le 27 juin ; il inscrit pendant la rencontre 15 points, quatre transformations et une pénalité. Cette sélection n'est néanmoins pas considérée comme une cape, étant donné qu'elle est jouée sous le maillot de l'équipe réserve. Il joue aussi contre l'Australie, ainsi que l'Italie avec l'équipe de France « A », le 6 et 19 février 1989 à Brescia. Deux matchs remportés 19-9 et 40-12 face aux Italiens[source insuffisante]. Lors de la tournée de l'Argentine en France en 1988 (en), il dispute un match avec la sélection Auvergne XV contre les Pumas à Clermont-Ferrand, conclu par une victoire 23-19 pour la sélection auvergnate[réf. nécessaire]. Il comptabilise ainsi durant sa carrière plusieurs sélections en équipe réserve de France entre 1983 et 1989[réf. nécessaire].
Il poursuit une carrière d'entraîneur. Il entraine ainsi le Stade nantais UC au début des années 2000. Après avoir pris en charge l'ES Lembeye, son club formateur, pendant la saison 2011-2012, il rejoint le FC Oloron l'année suivante en tant qu’entraîneur des arrières. À l'intersaison 2016, il retourne entraîner le FC Lourdes en Fédérale 2.
Il est l'oncle du demi de mêlée Clément Darbo.